# عيد الشباب (المغرب)
عيد الشباب في المملكة المغربية يُخلد في الـ 21 أغسطس من كل سنة وهو يوم عطلة مؤدى عنها. وقد الغي العيد عام 2019.
ويعود أول احتفال بعيد الشباب في المغرب إلى شهر يوليوز 1956 وكانت البلاد حينها حديثة العهد بالاستقلال، بحيث قرر الملك الراحل محمد الخامس الاحتفال بعيد ميلاد ولي العهد آنذاك مولاي الحسن، ليصبح تاريخ عيد الشباب في عهد الملك الحالي هو 21 أغسطس من كل سنة.